# Adria, Italien
Adria är en stad och kommun i provinsen Rovigo och regionen Veneto i norra Italien. Kommunen ligger mellan floderna Pos och Adiges utlopp. Orten har gett namn åt det angränsande Adriatiska havet. Adria hade 19 347 invånare (2018). Den etruskiska staden Atria eller Hatria ligger tre till fyra meter under dagens marknivå i Adria. Namnet Adria, etruskiska Atria, betyder 'sjöstad' och kommer av illyriska adur, 'sjö'.

## Vänorter
- Ermont, Frankrike
- Kalisz, Polen
- Lampertheim, Tyskland
- Maldegem, Belgien
- Rovinj, Kroatien
- Chieri, Italien